# Somewhere Else
Somewhere Else es el decimocuarto álbum de Marillion y fue lanzado el 9 de abril de 2007. El primer sencillo fue "See It Like a Baby". La última pista "Faith" es una regrabación de un lado B de 2004.

## Lista de canciones
Todas las canciones fueron escritas por Steve Hogarth, Steve Rothery, Mark Kelly, Pete Trewavas, Ian Mosley.
1. "The Other Half" - 4:23
2. "See It Like a Baby" - 4:32
3. "Thankyou Whoever You Are" - 4:51
4. "Most Toys" - 2:47
5. "Somewhere Else" - 7:51
6. "A Voice from the Past" - 6:21
7. "No Such Thing" - 3:58
8. "The Wound" - 7:18
9. "The Last Century for Man" - 5:51
10. "Faith" - 4:11

## Sencillos
- 2007: "See It Like A Baby" (estrenado el 26 de marzo de 2007)
- 2007: "Thankyou Whoever You Are / Most Toys" (estrenado el 11 de junio de 2007)